# 妙法華寺
妙法華寺（みょうほっけじ）は、静岡県三島市玉沢にある、日蓮宗の本山（由緒寺院）。山号は経王山。塔頭が一院ある（桜岡山覚林院）。
新潟村田の妙法寺と共に日昭門流の本山で両寺は左右牛角の霊地と呼ばれている。現住は65世小池日恩貫首（下田市了仙寺より晋山）。境師玉澤法縁(清和会)縁頭寺。

## 歴史
1284年（弘安7年）、日蓮の弟子日昭は風間信昭の帰依を受け、鎌倉浜土の玉沢（現鎌倉市材木座）に法華堂を建立した。1538年（天文7年）戦乱により、越後村田（現新潟県長岡市村田）の妙法寺に避難。さらに1594年（文禄3年）戦乱により、伊豆加殿（現静岡県伊豆市）の妙国寺に避難した。村田妙法寺は風間信昭開基の寺院であり、加殿妙国寺は日昭門流の寺院である。
その後、15代日産の時、1621年（元和7年）に大木沢（現在地）に移転し、日産、日達、日亮の3代に渡り再建された。大木沢は妙法華寺創建の地名をとって玉沢と改称された。1625年（寛永2年）には玉沢全地が徳川秀忠の朱印地として寄進され、下乗札が立てられた。徳川家康の側室養珠院（お万）や英勝院（お勝）らが寺の再興に力を尽くした。1630年（寛永7年）の身池対論には妙法華寺から日遵が臨んでいる。
1791年（寛政3年）火災により、鐘楼以外の伽藍を焼失するが、1793年（寛政5年）に再建された。現在の伽藍はその後の41世日桓等の再建によるものが多い。

## 文化財

### 重要文化財（国指定）
- 絹本著色日蓮上人像
- 撰時抄 5巻 日蓮筆
- 注法華経（開結共）10巻 日蓮自注
- 絹本著色十界勧請大曼荼羅図

### 三島市指定有形文化財
- 金剛力士像
- 妙法華寺の庫裡
- 妙法華寺の鐘楼
- 妙法華寺の伽藍（大書院・本堂・書院・奥書院・中門・忠霊殿）

## 旧末寺
日蓮宗は昭和16年に本末を解体したため、現在では、旧本山、旧末寺と呼びならわしている。
- 桜岡山覚林院（三島市玉沢）塔頭
- 栄松山唯圓寺（青森県上北郡おいらせ町下前田）
- 本妙山覚善寺（大仙市角間川町字小中嶋）
- 金和山玉泉寺（米沢市窪田町窪田）
- 吉祥山日朝寺（米沢市相生町）
  - 日朝寺末：智證山日善寺（湯沢市表町）
  - 日朝寺末：圓乗山本行寺（湯沢市横堀字白銀町）
- 弘法山善立寺（米沢市相生町）
- 寿遠山高松寺（宮城県栗原市若柳字川北原畑）
- 仏智山圓通寺（港区赤坂）
- 長昌山大雄寺（台東区谷中）
- 長清山養泉寺（台東区谷中）
- 佛寿山上聖寺（台東区谷中）
- 覚性山浩妙寺（文京区向丘）
- 長久山本松寺（新宿区喜久井町）
- 久栄山妙泉寺（新宿区喜久井町）
- 蓮紹山瑞光寺（新宿区原町）
- 久栄山蓮秀寺（新宿区市谷薬王寺町）
- 法光山久成寺（中野区沼袋）
- 不動山宝城寺（豊島区南池袋）
- 経王山妙法寺（横浜市戸塚区名瀬町）
- 弘延山実相寺（鎌倉市材木座）
- 龍口山勧行寺（鎌倉市腰越）
- 延命山法授寺（小田原市城山）
- 海岸山妙行寺（柏崎市西本町）
  - 妙行寺末：海岸山実蔵寺（柏崎市西本町）塔頭
- 妙立山萬福寺（柏崎市畔屋）
- 法布山妙広寺（柏崎市旧広田）
  - 妙広寺末：妙布山松涼寺（小千谷市平成）
- 真如山本覚寺（柏崎市北条）
- 長峰山住本寺（沼津市内浦長浜）
- 昌栄山長福寺（沼津市西浦木負）
- 龍守山昌原寺（沼津市原）
- 妙向山圓教寺（沼津市大平）
- 龍王山妙海寺（沼津市下河原）
  - 妙海寺末：香貫山塩満寺（沼津市下香貫林ノ下）
  - 妙海寺末：光法山蓮窓寺（沼津市松長）
  - 妙海寺末：栄長山妙法寺（静岡県田方郡函南町肥田）
- 満松山妙覚寺（沼津市下河原）
  - 妙覚寺末：栄松山妙蓮寺（沼津市下香貫林ノ下）
- 妙秀山栄昌寺（沼津市大諏訪）
- 覚性山大仙寺（伊豆の国市小坂）
- 厳浄山妙國寺（伊豆市加殿）
- 白岩山法住寺（伊豆市下白岩）
- 妙経山一乗寺（伊豆市上白岩）
- 梅洞山妙見寺（伊豆市梅木）
  - 妙見寺末：久華山妙延寺（伊豆市原保）
- 一乗山法蓮寺（伊豆市地蔵堂）
- 雲金山妙本寺（伊豆市雲金）
  - 妙本寺末：天福山延命寺（伊豆市大平）
  - 妙本寺末：観富山高台寺（伊豆市佐野）
  - 妙本寺末：東松山本陽寺（伊豆市佐野）
  - 妙本寺末：日出山妙光寺（伊豆市佐野）
  - 妙本寺末：昭光山正善寺（伊豆市佐野）
  - 妙本寺末：医王山善名寺（伊豆市吉奈）
- 覚源山松雲寺（三島市三ツ谷新田）
- 境妙山法善寺（三島市市山新田）
- 梅夏山妙泉寺（三島市谷田夏梅木）
- 高栄山受法寺（三島市谷田）
- 法栄山妙隆寺（三島市谷田）
- 八王子山通猛寺（三島市竹倉）
- 延寿山蓮久寺（三島市御園）
- 宝塔山妙行寺（三島市日の出町）
- 妙栄山法典寺（富士宮市山本）
- 一乗山妙法寺（藤枝市藤枝）
- 日照山妙聴寺（名古屋市中村区日比津町）
- 桃萼山妙法寺（恵那市岩村町）
- 恵日山法久寺（松阪市中町）
- 法園山妙栄寺（京都市上京区西町）
- 善曜山蓮心寺（和歌山市吹上）
  - 蓮心寺末：泰嶺山龍光寺（和歌山県海草郡紀美野町動木）
  - 蓮心寺末：妙儀山宣経寺（和歌山県和歌山市北ノ新地上六軒丁）
- 恵日山妙昭寺（鳥栖市桜町）

## 所在地
- 静岡県三島市玉沢1

## 交通アクセス
東海旅客鉄道東海道本線三島駅から東海自動車玉沢バス停下車。三島駅より車で15分。
三島玉沢インターチェンジより車で5分。